# 菊本侑希
菊本 侑希（きくもと ゆうき、1993年7月10日 - ）は、山口県山口市出身の元サッカー選手、フットサル選手。登録ポジションはDF。

## 来歴
山口市立鴻南中学校ではU-23日本代表の久保裕也・原川力と同学年。原川とは小学校も一緒で実家も近所の幼なじみで、中学卒業までレオーネ山口U-15（現・レノファ山口アカデミー）で一緒にプレーした仲である。当時レオーネ山口にユースクラス (U-18) がなかったことから、中学卒業後はアビスパ福岡U-18でプレー。2年生（2010年）の時には福岡のJFAプリンスリーグ九州初優勝とU-18プレミアリーグへの昇格に貢献した。
U-18卒業後はトップチーム昇格はかなわず、中京大学へ進学しサッカー部でプレー。2014年、大学2年の時にJFL（当時）レノファ山口FCのセレクションを受け、合格。大学を休学（のちに退学）して山口に入団した。2015年は1桁背番号を背負い期待されたが、8試合の出場にとどまり、11月26日に契約満了による退団が発表され、翌年2月17日に、同年JFLに昇格したブリオベッカ浦安への移籍が発表された。しかし浦安入団直後から体調不良で練習にも満足に参加できない日々が続き、回復に時間がかかるとの理由で4月23日付で浦安を退団することが発表された。9月28日、Fリーグ準会員の広島F・DOへの加入が発表された。
広島F・DO退団後、ポルトガル・LAAC、オーストラリア・キングストン・シティFCでのプレーを経て2021年に現役引退。現在はオーストラリアを拠点とするスポーツエージェント「FutOne」「MELSAKA」の代理人として活動している。

## 挿話
菊本に1年遅れて山口に入団した浦紘史はレオーネ山口U-15→福岡U-18の1学年先輩にあたり、福岡時代は寮の同部屋だったという。

## 経歴
- ユース経歴
  - レオーネ山口U-15（現・レノファ山口FCアカデミー）
  - アビスパ福岡U-18
  - 2012年-2013年 中京大学
- プロ経歴
  - 2014年-2015年 レノファ山口FC
  - 2016年 ブリオベッカ浦安
- フットサル経歴
  - 2016年 レストライザック北浦FCパイン
  - 2016年 広島エフ・ドゥ

## 個人成績
| 国内大会個人成績 | 国内大会個人成績 | 国内大会個人成績 | 国内大会個人成績 | 国内大会個人成績 | 国内大会個人成績 | 国内大会個人成績 | 国内大会個人成績 | 国内大会個人成績 | 国内大会個人成績 | 国内大会個人成績 | 国内大会個人成績 |
| 年度             | クラブ           | 背番号           | リーグ           | リーグ戦         | リーグ戦         | リーグ杯         | リーグ杯         | オープン杯       | オープン杯       | 期間通算         | 期間通算         |
| 年度             | クラブ           | 背番号           | リーグ           | 出場             | 得点             | 出場             | 得点             | 出場             | 得点             | 出場             | 得点             |
| 日本             | 日本             | 日本             | 日本             | リーグ戦         | リーグ戦         | リーグ杯         | リーグ杯         | 天皇杯           | 天皇杯           | 期間通算         | 期間通算         |
| ---------------- | ---------------- | ---------------- | ---------------- | ---------------- | ---------------- | ---------------- | ---------------- | ---------------- | ---------------- | ---------------- | ---------------- |
| 2014             | 山口             | 16               | JFL              | 15               | 0                | -                | -                | -                | -                | 15               | 0                |
| 2015             | 山口             | 3                | J3               | 8                | 0                | -                | -                | 0                | 0                | 8                | 0                |
| 2016             | 浦安             | 26               | JFL              | 0                | 0                | -                | -                | 0                | 0                | 0                | 0                |
| 通算             | 日本             | 日本             | JFL              | 15               | 0                | -                | -                | -                | -                | 15               | 0                |
| 通算             | 日本             | 日本             | J3               | 8                | 0                | -                | -                |                  |                  | 8                | 0                |
| 総通算           | 総通算           | 総通算           | 総通算           | 23               | 0                | -                | -                | -                | -                | 23               | 0                |

- 公式戦初出場 - 2014年3月16日 JFL 1stステージ第1節 Honda FC戦（都田）
- Jリーグ初出場 - 2015年5月3日 J3第9節 Y.S.C.C.横浜戦（ニッパツ三ツ沢）

## 参考資料
フロムワン（編）『Jリーグサッカーキング』第9巻第17号、朝日新聞出版、2015年9月24日、2015年9月25日閲覧。